# Chthonerpeton onorei
Chthonerpeton onorei là một loài lưỡng cư thuộc họ Caeciliidae.
Đây là loài đặc hữu của Ecuador.
Môi trường sống tự nhiên của chúng là vùng núi ẩm nhiệt đới hoặc cận nhiệt đới, sông ngòi, đầm nước, đầm nước ngọt, đầm nước ngọt có nước theo mùa, vùng đồng cỏ, đất có tưới tiêu, đất nông nghiệp có lụt theo mùa, kênh đào và mương rãnh, và.